# FC International Turku
El FC International Turku (més conegut com a FC Inter o Inter Turku) és un club de futbol finlandès de la ciutat de Turku.

## Història
Va ser fundat recentment, el 1990, per Stefan Håkans. L'any 1993 va assumir la plaça del Turun Toverit (que havia patit problemes econòmics) a segona divisió. Juga a la primera divisió finesa des del 1996. Comparteix amb el TPS el Veritas Stadion.

## Palmarès
- Lliga finlandesa de futbol (1):
  - 2008

- Copa de la Lliga finlandesa de futbol (1):
  - 2008

## Entrenadors
- Anders Romberg (1992)
- Timo Sinkkonen (1993 - 1994)
- Hannu Paatelo (1995 - 1997)
- Tomi Jalo (1997 - 1998)
- Steven Polack (1998)
- Timo Askolin (1999 - 2000)
- Pertti Lundell (2001 - 2002)
- Kari Virtanen (2003 - 2006)
- René van Eck (2006 - 2006)
- Job Dragtsma (2007 -

## Futbolistes destacats
- Luciano Álvarez
- Marcel Mahouvé
- Serge N'Gal
- Ari Nyman
- Artim Šakiri
- Joakim Jensen
- Magnus Bahne
- Richard Teberio
- Aristides Pertot
- Steven Polack (1995-98)